# Formula Masters China

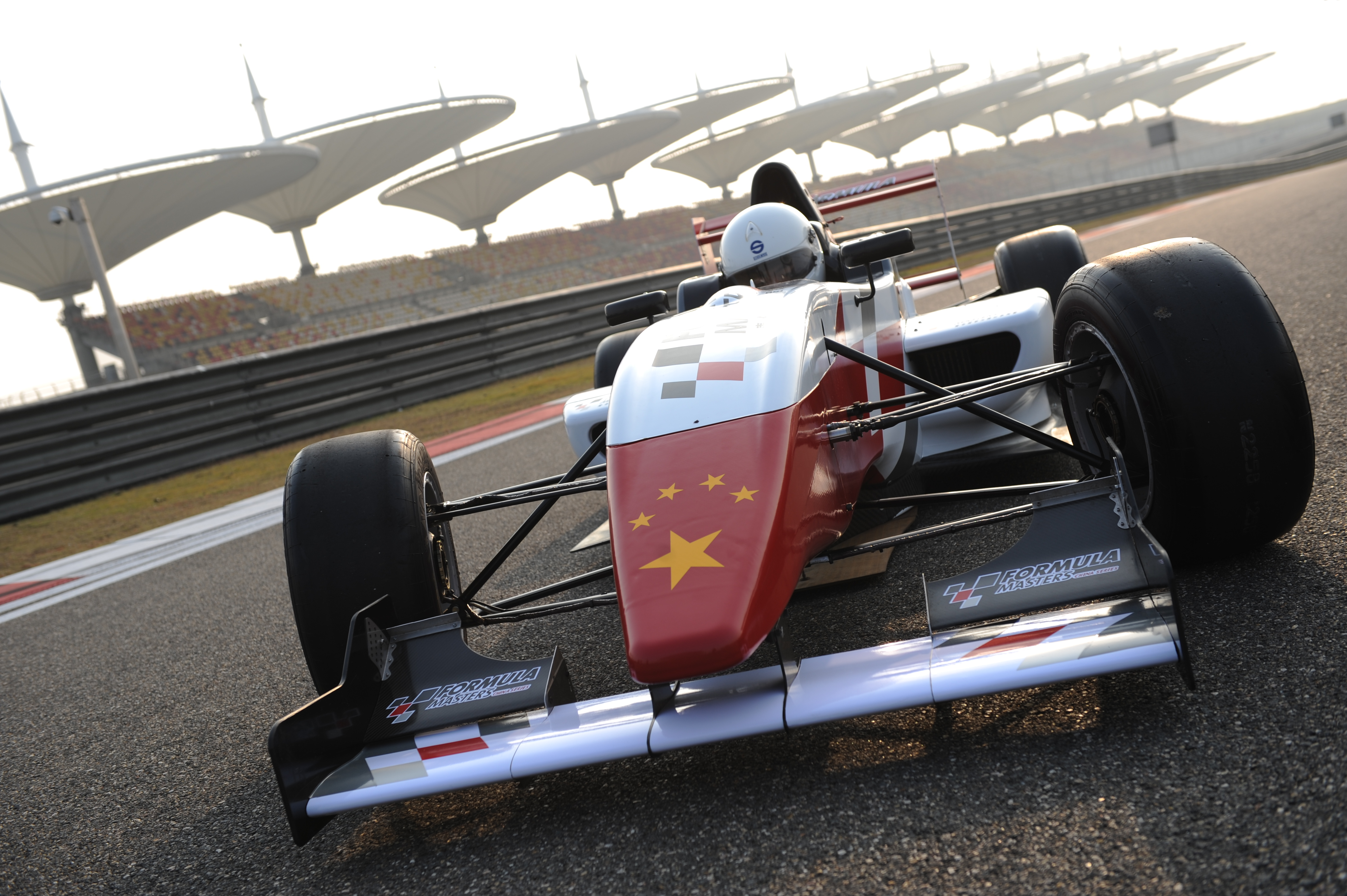
Tatuus FA010 da Formula Masters China

A Formula Masters China (também conhecida como Formula Pilota China) foi uma categoria de fórmula disputada na China entre 2011 a 2017. A categoria foi criada em 2011, seguindo o sucesso da Formula Abarth na Europa, no ano anterior.

## Formato da Competição
Cada etapa é tem o seguinte cronograma 
- Sexta-Feira: Sessão de treinos livres (duas sessões de 30 minutos, cada)
- Sábado: Qualificações (uma sessão de 30 minutos) e uma corrida (25 minutos)
- Domingo: Corrida (25 minutos)

Pontuação
| Posição   | 1  | 2  | 3  | 4  | 5 | 6 | 7 | 8 | 9 | 10 |
| --------- | -- | -- | -- | -- | - | - | - | - | - | -- |
| Pontuação | 20 | 15 | 12 | 10 | 8 | 6 | 4 | 3 | 2 | 1  |

## Carro
A Formula Masters China utilizava um chassis Tatuus FA010, propulsado por um motor FPT 414TF 1.4 4-cil, gerando 187 cv (137 kW) e 250 NM (184 lbf/ft) de torque à 3500 rpm. O motor é acoplado a uma transmissão Sadev, semi automática de seis velocidades. O carro é similar aos utilizados pela Formula Masters Russia, Panam GP Series e Formula Abarth.

## Campeão
| Ano  | Campeão            | Equipe                   |
| ---- | ------------------ | ------------------------ |
| 2011 | Mathéo Tuscher     | Jenzer Welch Asia Racing |
| 2012 | Antonio Giovinazzi | Eurasia Motorsport       |
| 2013 | Aidan Wright       | Meritus GP               |
| 2014 | James Munro        | Cebu Pacific Air by KCMG |
| 2015 | Martin Rump        | Cebu Pacific Air by KCMG |
| 2016 | Philip Hamprecht   | Absolute Racing          |
| 2017 | Taylor Cockerton   | Cebu Pacific Air by PRT  |